# Mercedes-Benz C11

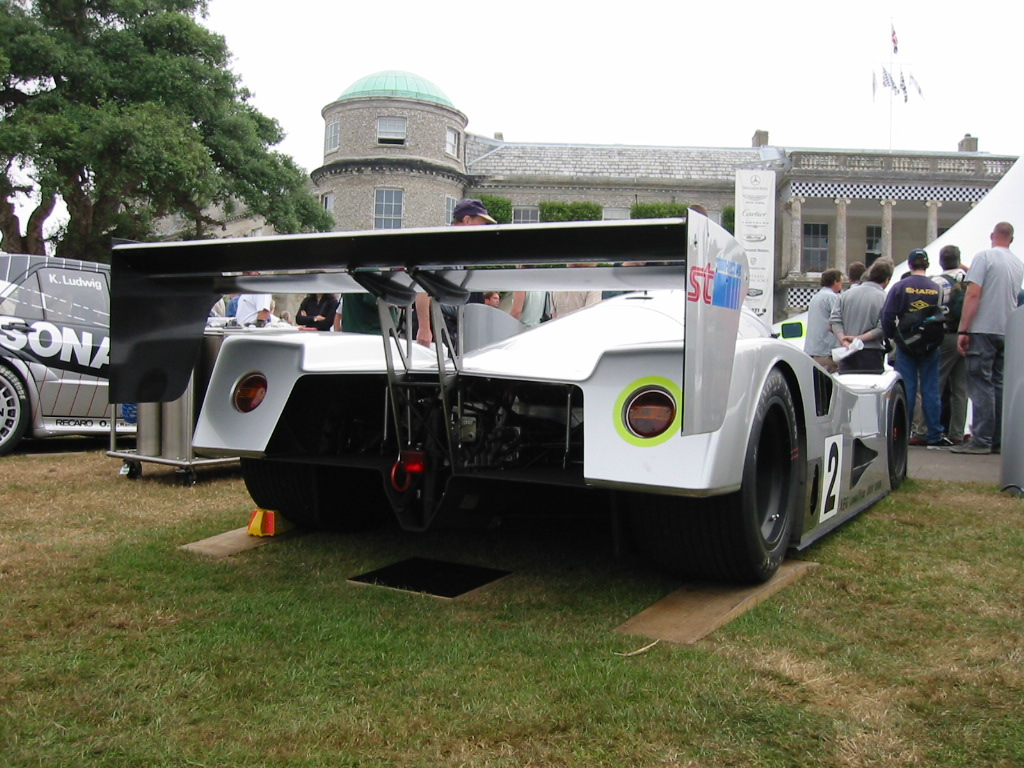
Heckansicht des C11

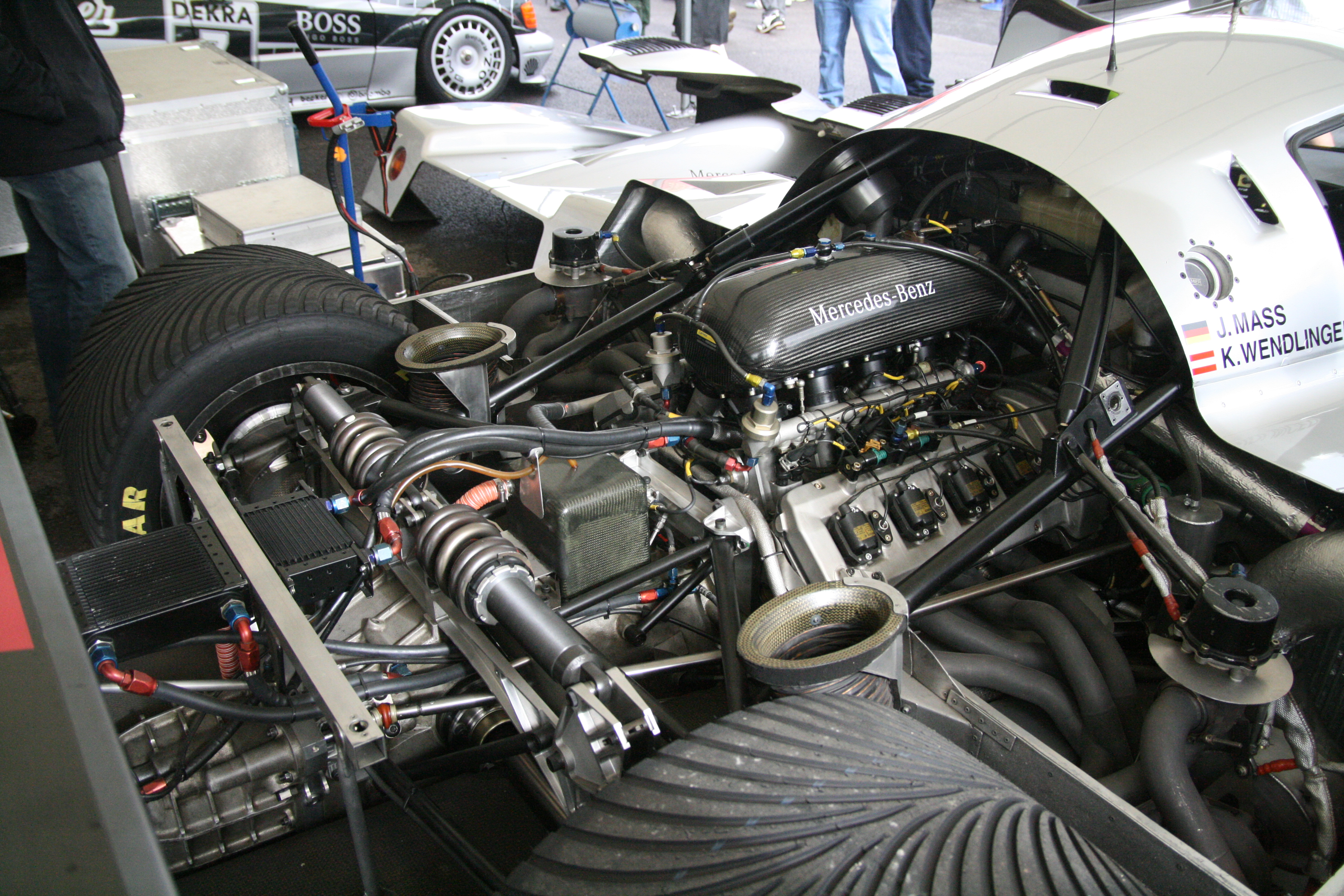
Motorraum des C11

Der Mercedes-Benz C11 war ein Gruppe-C-Prototyp, der 1990 für die Sportwagen-Weltmeisterschaft eingeführt wurde. Der von Sauber Motorsport in der Schweiz gebaute Rennwagen war eine Weiterentwicklung des Sauber C9 und wurde vom bereits im Vorgänger verwendeten biturbogeladenen Fünf-Liter-V8-Mercedes-Benz M 119 HL, der Rennversion des M 119 („HL“ steht für Hochleistung), angetrieben, der für den C11 weiter in der Leistung gesteigert wurde. Mit ihm trug zum ersten Mal seit dem W 196 von 1955, als Mercedes aus dem Motorsport ausgestiegen war, ein Rennwagen wieder offiziell den Namen „Mercedes-Benz“.

## Geschichte
Der C11 debütierte beim ersten Rennen zur Sportwagen-Weltmeisterschaft 1990. Das Sauber-Team erschien in Suzuka mit einem C11 und einem Sauber C9 aus dem Vorjahr sowie einem weiteren C9 als Ersatzfahrzeug. Allerdings verunfallte der C11 von Jean-Louis Schlesser und Mauro Baldi im Training. Schlesser und Baldi wechselten auf das Ersatzfahrzeug. Beim zweiten Rennen in Monza meldete das Team zwei C11 und belegte die ersten beiden Plätze. Bis auf den folgenden Meisterschaftslauf in Silverstone siegte der Wagen in jener Saison in allen Rennen und Sauber gewann den Konstrukteurs-Weltmeistertitel für Sportwagen 1990.
Obwohl das Sauber-Mercedes-Team im 24-Stunden-Rennen von Le Mans 1989 mit dem C9 den Gesamtsieg eingefahren hatte, beschloss es, in diesem Jahr nicht daran teilzunehmen, da das Rennen nicht im Rennkalender der Sportwagen-Weltmeisterschaft stand und man sich darauf konzentrieren wollte, die Weltmeisterschaft zu gewinnen.
1991 wurde in der Gruppe C die Verbrauchsformel, nach der die Motorkonstruktion frei ist, aber der Kraftstoffverbrauch nicht über 60 l/100 km liegen darf, abgeschafft. Stattdessen wurden, wie in der Formel 1, 3,5-Liter-Saugmotoren vorgeschrieben; Rennwagen mit Turbomotoren waren zwar weiterhin erlaubt, aber durch verschiedene restriktive Maßnahmen benachteiligt. Der C11 sollte daher vom auf das geänderte Reglement zugeschnittenen Mercedes-Benz C291 abgelöst werden, wurde allerdings wegen Problemen mit dessen neuem 180-Grad-V12-Mercedes-Benz M 291 auch in den ersten Läufen zur Sportwagen-Weltmeisterschaft 1991 eingesetzt. Bis er ganz ersetzt wurde, hatte der C11 drei Klassensiege mehr als der neue C291 erreicht.
Der Mercedes-Benz C11 hätte als Nachfolger des Sauber C9 eigentlich C10 heißen sollen; wegen der schwierigen Aussprache dieses Namens entschied man sich jedoch, die Zehn zu überspringen.

## Daten und Fakten

### Technische Daten
| Konstrukteur                           | Leo Ress |
| Motorkonstruktion                      | vor der Hinterachse eingebauter 90°-V8-Motor, zwei obenliegende Nockenwellen pro Zylinderbank, vier über Tassenstößel betätigte Ventile pro Zylinder, aufgeladen mit einem KKK-Turbolader pro Zylinderbank, Ladeluftkühler, längs stehend eingebaut |
| Hubraum                                | 4973 cm3 |
| Bohrung × Hub                          | 96,5 mm × 85,0 mm |
| Leistung bei entsprechender Drehzahl   | 540 kW (730 PS) bei 7000 min−1 bei Langstreckenrennen (→ Dauerleistung), auf schnellen Qualifikationsrunden durch Erhöhung des Ladedrucks bis zu 683 kW (929 PS) (→ Kurzzeitleistung).                                                              |
| Literleistung                          | 108,6 kW/l (146,8 PS/l) bis 140,8 kW/l (191,0 PS/l) |
| Leistungsgewicht                       | 1,68 kg/kW (1,24 kg/PS) bis 1,29 kg/kW (0,95 kg/PS) |
| Drehmoment bei entsprechender Drehzahl | 820 Nm bei 3500 min−1 |
| Höchstgeschwindigkeit                  | über 407 km/h |
| Getriebe                               | Fünfganggetriebe, manuell-sequenziell geschaltet |
| Chassis                                | Monocoque aus mit Kohlenstoff- und Aramidfasern verstärktem Kunstharz, Stahlrohr-Überrollkäfig |
| Lenkung                                | Ritzel und Zahnstange |
| Spurweite                              | 1620 mm vorn, 1560 mm hinten |
| Antriebsart                            | Hinterradantrieb |
| Felgengröße                            | 13 × 17 Zoll vorn, 14,5 × 18 Zoll hinten |
| Reifen                                 | Goodyear Eagle |
| Bremsen                                | Scheibenbremsen (13 Zoll), AP-Sättel |

### Erfolge in der Sportwagen-Weltmeisterschaft
| Rennen:                       | 12 |
| Siege:                        | 7  |
| Pole-Positions:               | 8  |
| Schnellste Rennrunden:        | 9  |
| Konstrukteursmeisterschaften: | 1  |
| Fahrermeisterschaften:        | 1  |

### Sonstiges
| Exemplare         | fünf |
| Bedeutende Fahrer | Mauro Baldi, Stanley Dickens, Alain Ferté, Heinz-Harald Frentzen, Fritz Kreutzpointner, Jochen Mass, Jonathan Palmer, Jean-Louis Schlesser, Michael Schumacher, Kurt Thiim, Karl Wendlinger |